# 別府ゴルフ倶楽部
別府ゴルフ倶楽部（べっぷゴルフくらぶ）は、大分県杵築市山香町にあるゴルフ場である。

## 概要
戦前、大阪商船株式会社の協力を得て「別府観光の父」と呼ばれる油屋熊八が、泉都別府の魅力づくりにと「別府ゴルフリンクス」を設立し、1930年（昭和5年）8月4日、別府郊外の豊岡奥の高原に9ホールのゴルフ場を開場したことに始まる。九州では第4番目に開場したゴルフ場で、九州で現存するゴルフ場としては「雲仙ゴルフ場」（1913年（大正2年）開場、設計・CF・ダイクマン、Mビュックランド）に次いで第2番目の歴史のあるコースである。
コース設計は、日本のプロゴルファー第1号の福井覚治とアマチュアゴルファーの先達でもある伊藤長蔵の共同設計である。伊藤は、大谷光明と渡米してコース設計や築造を学び、帰国後は「廣野ゴルフ倶楽部」（1932年（昭和7年）開場、設計・C・H・アリソン）で、アリソンの下で働いた経験がある。伊藤は、ゴルフ場の建設用地に1本の木もないのを見て、スコットランドにそっくりといい、「英国ではバンカーに砂を入れないものだ」と語った。
別府ゴルフ倶楽部は、戦前、9ホール増設して18ホールを完成させた。敗戦後、財閥解体が進むことに伴い、大阪商船がゴルフコースを手放した後は、米軍に進駐され接収されることとなった。その後、1954年（昭和29年）、島崎悦吉がゴルフは将来流行するだろうとの予見から買収し、コースの拡大を計画した。別府ゴルフ倶楽部の用地は、もともと92万坪の広さがあった、翌年、1955年（昭和30年）8月、コース設計を島崎悦吉自らが行い9ホール増設し、九州では初めての27ホール規模のゴルフ場となった。
1993年（平成5年）、さらに島崎悦吉が設計を行い9ホールを増設し、合計36ホール規模のゴルフ場が完成された。1930年（昭和5年）に9ホールが開場されてから90年が経過して、92万坪の高原は大きなスケール感と、伊藤長蔵の英国流の設計思想が今も生きている。

## 所在地
〒879-1313 大分県杵築市山香町久木野尾1753-4

## コース情報
- 開場日 - 1930年8月4日
- 設計者 - 島崎 悦吉（福井 覚治、伊藤 長蔵）
- 面積 - 3,640,000m2（約110.1万坪）
- コースタイプ - 丘陵コース
- コース - 36ホールズ、パー144、13,782ヤード、コースレート、鶴見コース72.7、由布コース72.9
- フェアウェー - コウライ
- ラフ - ノシバ
- グリーン - 1グリーン、ベント
- ハザード - バンカー65、池が絡むホール2
- ラウンドスタイル - キャディ・セルフ選択可、鶴見コースはキャディ付セルフの選択性、由布コースは5人乗り電磁誘導カート使用、原則としてセルフプレー
- 練習場 - 無し
- 休場日 - 年中無休[3][4]

## クラブ情報
- ハウス面積 - 14,876m2（4,499.9坪）
- ハウス設計 - 三浦紀之建築工房
- ハウス施工 - 佐藤工業･大林組･後藤JV[3][4]

## ギャラリー
- コース - 「別府ゴルフ倶楽部」、コースレイアウト、2021年5月30日閲覧
- ハウス - 「別府ゴルフ倶楽部」、フォトギャラリー、2021年5月30日閲覧

## 交通アクセス
- 鉄道（JR九州） - 日豊本線・久大本線 - 別府駅より タクシー利用約分[5]
- 道路 - 大分自動車道 - 速見ICより 0.1Km 約1分[5]

## 関連文献
- 『ゴルフ場ガイド 西版』、2006-2007、「別府ゴルフ倶楽部」、東京 ゴルフダイジェスト社、2006年5月、2021年5月30日閲覧
- 『美しい日本のゴルフコース BEAUTIFUL GOLF CULTURE IN JAPAN 日本のゴルフ110年記念 ゴルフは日本の新しい伝統文化である』、ゴルフダイジェスト社「美しい日本のゴルフコース」編纂委員会編、「戦後、ゴルフ人口増大を見越して人力で9H増設、九州初の27H、37Hとなった」、東京 ゴルフダイジェスト社、2013年12月、2021年5月30日閲覧